# 異業種交流
異業種交流（いぎょうしゅこうりゅう）とは、自らが所属している業種と異なる業種がコミュニケーションを図ったり、提携したり協力すること。2000年代の日本では一般的にコラボレーション（英: collaboration）と呼ばれることも多い。

## 概要

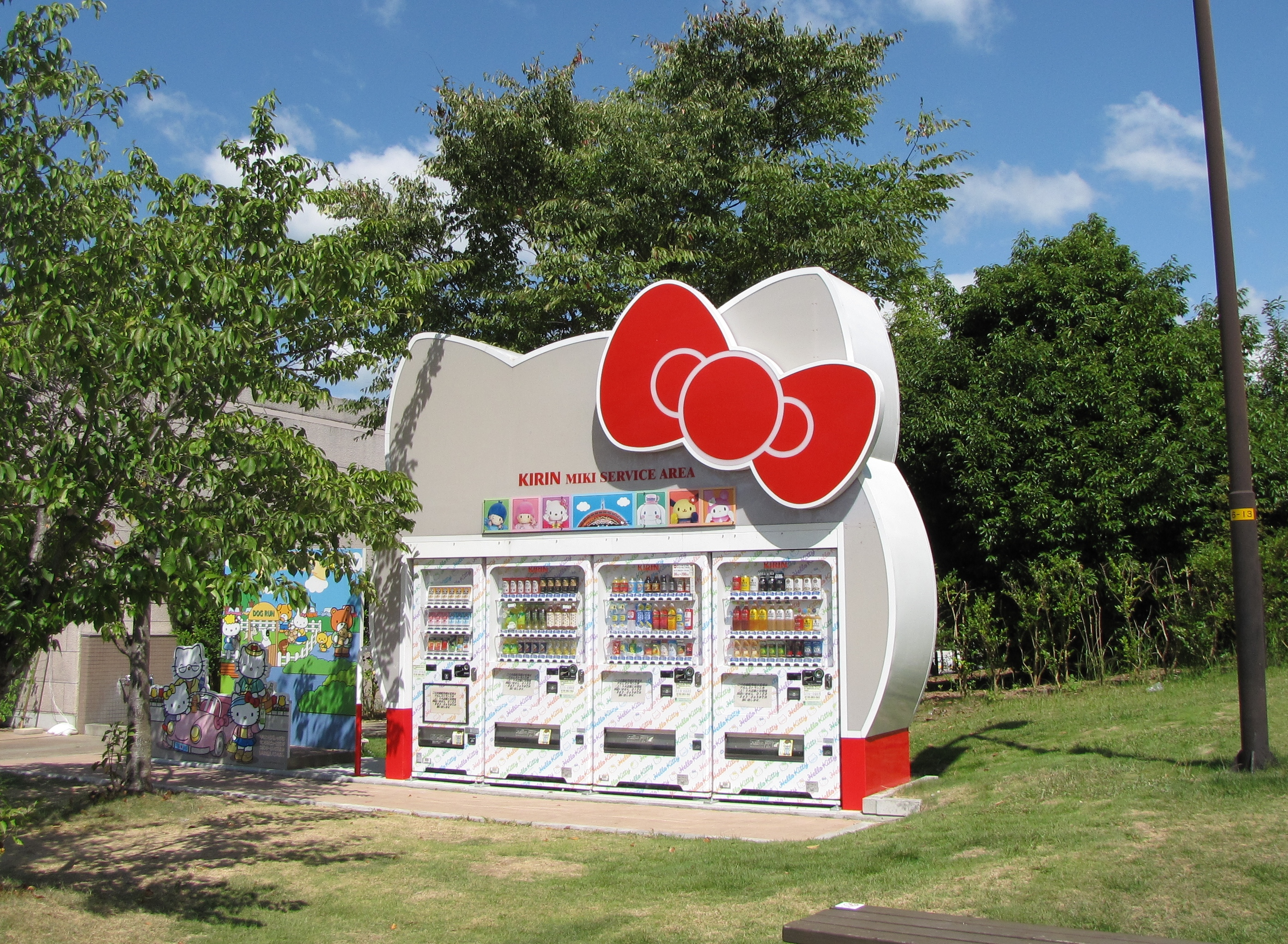
サンリオ・キリンビバレッジ・西日本高速道路の3社によるコラボレーション、ハローキティ自動販売機。
写真は山陽自動車道三木サービスエリア上り。

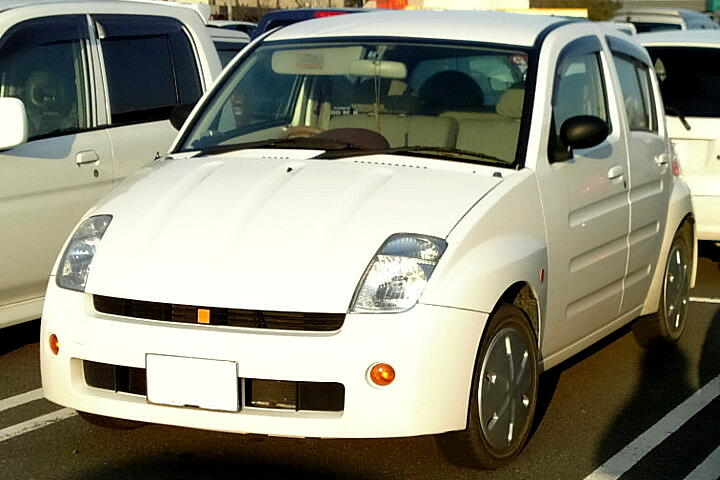
トヨタ自動車・花王・アサヒビール・松下電器産業・近畿日本ツーリストの5社によるコラボレーションで始まった「WiLL（ウィル）」ブランドでは、そのコンセプトに基づいた乗用車などが実際に企画販売された。
写真は TOYOTA WiLL Vi で、当時のトヨタが弱いとされた若年層や女性向けにターゲットを絞り、デザインを重視した開発が進められている。

異業種交流は、異なる業態を持つ企業などが協調して結果を出すことを目的として交流することであるが、2000年代の日本では一般にコラボレーションなどの語が知られている。いわゆる「産官学」（企業など産業分野・政府機関など官公庁・大学など教育機関）の語が示す通り、企業に限らず交流する場合もある。
日本では商工会議所などが、欧米ではライオンズクラブやロータリークラブなどが場を提供することもあるが、その一方では経営者や重役・一般の社員などが卒業校の交友関係など、個人的な繋がり（人脈）の延長で行われる場合もある。こういった関係では各々が得意とする分野で技術や人材を供出したり、あるいは資材など企業が保有する資源（リソース）を提供しあうといった活動も見られる。
これらの活動では単に新製品の開発・流通からニッチ市場の開拓・社会問題への対応、あるいは新規市場の創出に至るまで、または自企業・団体内の人材を交換し合って経験を積ませ更に成長を促そうとするなどの、様々なレベル・方向性のものが見られる。こういった活動は社会の分業化が進んだ近代以降、逆に極度に進行した分業体制が産業の硬直化を発生させている面での、一つの解決策であるといえる。

## 有用性
個人、企業ともに、異業種交流が有用であることは広く言われている。

### 個人
普段は触れることのない異質な存在と交わることによって、価値創造や革新的な発想が生まれる。仕事上の障害に対しても、一つの組織内のみで培った視点では「大きな壁」と認識してしまうものも、他の視点でみると「たいしたものではない」と感じられるようになるという。
異業種交流を行う際には、名刺交換会のような形だけの挨拶形式ではなく課題をセットし、真剣な議論を重ねることによって初めて価値観、考え方に新たな影響が与えられる。

#### ぶらぶら社員制度
1979年に大手食品メーカーの永谷園が行った制度。「2年間で結果（新商品）を出すこと」のみを条件に、出社せずに時間を自由に使い、経費も制限無しで自由にやれと、永谷嘉男社長（当時）が企画部の社員に特命を与えた（公式な肩書きは「開発企画室長」）。特命を受けた能登原隆史は、日本国内、国外を問わず食べ歩き、約束である2年後の1981年に「麻婆春雨」を世に送り出す。同商品は大ヒットとなった。
その後、本制度に類似した制度をいくつかの企業が導入している。永谷園自身は一旦中止した後、2001年に5人組のチームとして本制度を復活させたが、成果が具体化できないまま半年でチームが解散となった。2023年に顧問の木内美章（前・執行役員宣伝部長）を「（2代目）ぶらぶら社員」に任命した。

### 企業
経営革新に取り組む上で、時代の変化への対応、企業の活性化のために有用と言われている。企業同士だけでなく、企業・学校・政府組織の協力形態である産学官連携もその一つ。
中小企業では、商工会議所、商工会が中心になるものが多く、人的交流や情報交換がメインとなっている。成功するための要因としては、「活動目的が明確であること」「強力なリーダーの存在」などが挙がっている。

#### 企業と大学
大学では様々な研究や技術開発が行われているが、これを製品として市場に出すチャンネル（社会との接点）を持たない。このため例え環境問題などの解決に利用可能な技術であっても、製品化したり実際の社会に利用されるようになるまでは、それなりに時間が掛かってしまう。学内起業などの道もあるが、企業家ではない研究者の創設した企業は往々にして規模が小さく、製品としては評価されるも市場に広く流通するほどの量が見込めない場合も少なくない。
その点で生産能力と市場への流通経路を持つ既存企業との連携は、いち早く製品化して市場に流通させるために有効である。場合によっては企業が資本を出資して合弁事業の形で起業する場合もある。

#### 企業と官公庁
いわゆる第三セクターなどはその典型である。公共事業を独立採算化させ、地方自治体の財政負担軽減などが期待される。
また企業側から見ると、官公庁のもつ企業とは異なるチャンネルが利用可能で、例えば地域おこしでは関連施設への連絡道路を増強するなど交通面で融通を図ったり、構造改革特別区域（特区）指定で、従来は法制度上で実現しにくかった業態を可能にするといった利便性がある。

## 異業種交流会
異業種交流を目的としたイベントが開かれることがある。この目的は人脈作りから、男女の出会いなどさまざまである。また、「自分と全く違う思考・性格の人と話す」「ビジネスにつながる人脈を築く」「コミュニケーションの練習」にも効果があるとされる。

## 脚註
1. ↑  MOTOR DAYS 新車試乗記 第111回「Toyota WiLL Vi」　2000年2月18日付の記事より。
2. 1 2 3  『企業と人材』2007年6月20日号（産労総合研究所）
3. ↑  マンガ「麻婆春雨」の開発秘話 今日も元気に開発日和♪ぶらぶら社員が行く! 永谷園
4. ↑  “【群れないニッポン　二極化のなかの多様性】第２部　今どき「仕事人間」（３）”. 産経新聞 東京朝刊:  p. 1. (2006年3月4日)
5. ↑  “永谷園HD、出社・経費自由の二代目ぶらぶら社員に木内美章顧問　44年ぶり復活”. 日本食糧新聞. (2023年4月10日) 2023年4月13日閲覧。
6. ↑  『異業種交流活動の課題と政策措置に関する調査研究』2004年（中小企業異業種交流財団）
7. ↑  https://nikkan-spa.jp/328299
8. ↑  異業種交流会は怖くない